# Neumania papillator
La Neumania papillator es un ácaro acuático del género Neumania y se conoce en ecología del comportamiento como un ejemplo de explotación sensorial: los machos de esta especie secuestran las capacidades sensoriales existentes de las hembras para su propio beneficio en el cortejo.

## Descripción
La Neumania papillator fue descrita por primera vez por Ruth Marshall en 1922, el epíteto específico papillator se aplicó debido a su papila prominente. John C. Conroy proporciona una descripción técnica de la especie en A Revision Of The Species Of The Genus Neumania Sensu Stricto In North America, With Descriptions Of Seven New Species (Third Part) (ver Referencias), y señala que aunque la especie se registró originalmente en Wisconsin, Luisiana, Tennessee y Pensilvania, no pudo identificar la ubicación precisa de la población registrada en Wisconsin: no pudo ver los "Lagos Lauderlae" en ningún mapa. Está catalogada como una de las especies presentes en la "Ecozona Atlántica Marítima".El holotipo recogido por Marshall en este lugar el 13 de agosto de 1913 se conserva actualmente en el Field Museum of Natural History, al igual que el alotipo femenino recogido también por Marshall el 9 de agosto de 1915.
La Neumania papillator es de cuerpo blando, cubierto de pequeñas espinas y tiene seis patas. John C. Conroy examinó 13 machos y 43 hembras, y registró una longitud media de los machos de 0,46 mm (rango: 0,397-0,504 mm) y una longitud media de las hembras de 0,563 mm (rango: 0,525-0,641 mm); la descripción original de Ruth Marshall difería ligeramente, con machos y hembras registrados de 0,6 y 0,78 mm respectivamente. Se ha registrado a una profundidad de 5 metros Se han observado larvas del caballito del diablo cola de tenedor oriental (Ischnura verticalis), larvas de libélulas espumosas del género Libellula y ácaros acuáticos adultos del género Limnesia depredando sobre N. papillator.

## Comportamiento
Ambos sexos de Neumania papillator son depredadores de emboscada: se posan entre las frondas de la vegetación acuática y cazan copépodos (pequeños crustáceos) que pasan por la columna de agua. Al cazar, N. papillator adopta una postura característica denominada "postura de red": sus cuatro primeras patas se mantienen extendidas en la columna de agua, mientras que las cuatro patas traseras descansan sobre la vegetación acuática. Esto les permite detectar los estímulos vibratorios producidos por las presas nadadoras y así orientarse hacia ellas y agarrarse a ellas. Durante el cortejo, los machos buscan activamente (nadando/caminando) a las hembras - si un macho encuentra a una hembra, gira lentamente a su alrededor mientras tiembla su primera y segunda pata cerca de la hembra. Machos y hembras no copulan directamente; la reproducción sexual consiste en que el macho deposita de seis a dieciocho espermatóforos en el sustrato frente a la hembra; si la hembra está sexualmente receptiva, frota la superficie ventral (delantera) de su abdomen (su venter) sobre el espermatóforo, y posteriormente los transfiere a su abertura genital.

### Comportamiento de cortejo
La Dra. Heather Proctor (antes en la Universidad de Toronto, ahora en la Universidad de Alberta) estudió el comportamiento de cortejo de Neumania papillator y observó que el temblor de las patas del macho hacía que las hembras (que estaban en "posición de red") se orientaran hacia el macho y a menudo se agarraran a él. Esto no dañaba al macho ni impedía que continuara el cortejo; entonces el macho depositaba espermatóforos y comenzaba a abanicar y sacudir vigorosamente su cuarto par de patas sobre el espermatóforo, generando una corriente de agua que pasaba por encima de los espermatóforos y hacia la hembra, durante unos 60 segundos. A veces seguía la absorción de paquetes de esperma por parte de la hembra. [6] Proctor planteó la hipótesis de que las vibraciones de las piernas temblorosas de los machos se hacían para imitar las vibraciones que las hembras detectan de las presas nadando - esto desencadenaría la respuesta de detección de presas de la hembra haciendo que las hembras se orientaran y luego se agarraran a los machos, mediando el cortejo. Si esto fuera cierto y los machos estuvieran explotando las respuestas de depredación de las hembras, entonces las hembras hambrientas deberían ser más receptivas al temblor de los machos - Proctor encontró que las hembras cautivas no alimentadas se orientaban y se agarraban a los machos significativamente más que las hembras cautivas alimentadas, lo que concuerda con la hipótesis de la explotación sensorial.Un análisis cladístico que comparó 28 caracteres entre otros ácaros acuáticos de la familia Unionicolidae aportó más pruebas a favor de la hipótesis de la explotación sensorial e identificó el escenario evolutivo más probable (el menor número de inversiones de estados de carácter y el menor número de evoluciones paralelas de estados de carácter (homoplasias)) para el origen tanto del comportamiento tembloroso como de la "postura neta". Si el comportamiento de temblor en el cortejo masculino sólo evolucionó después de que la postura neta evolucionara en las especies analizadas, entonces esto apoya la idea de que el temblor fue una explotación de un sistema sensorial femenino preexistente. Los cladogramas generados mostraron dos historias evolutivas igualmente plausibles: la "postura de red" y el temblor evolucionaron de forma concomitante en el ancestro común de Neumania y Unionicola (un ácaro estrechamente emparentado de la misma familia (confamiliar)) o la postura de red evolucionó y el temblor evolucionó dos veces después. La primera hipótesis es ambigua y no es una prueba a favor o en contra de la hipótesis de la explotación sensorial, mientras que la segunda la apoya.
Los ojos de los ácaros acuáticos no pueden formar imágenes, por lo que Proctor sugiere que los machos se benefician de la reorientación y agarre de las hembras para detectar cuándo está directamente frente a la hembra y debe depositar espermatóforos; también puede evitar que los machos depositen espermatóforos respondiendo a estímulos químicos residuales dejados por una hembra en una percha ahora vacía (se observó temblor en perchas recientemente abandonadas pero nunca deposición de espermatóforos). El abanico de agua sobre los espermatóforos hacia la hembra probablemente sirva para mover las feromonas del macho a la hembra - este fenómeno es conocido en muchos otros artrópodos no copuladores, y Proctor observó que las hembras sólo cesan los comportamientos depredadores e inician los de cortejo tras recibir las señales químicas.
No hay pruebas de que los machos depositen espermatóforos preferentemente en función de la virginidad de la hembra o de su nivel de hambre, aunque las hembras vírgenes permanecen con los machos cortejadores durante más tiempo que las hembras no vírgenes. Cuando varios machos estaban con una hembra no se muestra antagonismo entre los machos en la fase de temblor del cortejo, pero tan pronto como un macho deposita espermatóforos, a menudo un segundo macho pisotea los espermatóforos y luego intenta interferir con el abanico del otro macho - esto último es un intento de impedir que las feromonas del espermatóforo del macho que se abanica lleguen a la hembra.

### Proporción entre sexos
La proporción de sexos de los ácaros acuáticos suele estar sesgada hacia las hembras en la naturaleza, pero Proctor descubrió una discordancia entre la proporción de sexos de Neumania papillator en el campo y en condiciones de laboratorio, con una proporción de sexos sesgada hacia los machos en el campo y hacia las hembras en el laboratorio. Las posibles explicaciones de la proporción de sexos sesgada hacia los machos en el campo eran la depredación diferencial (los depredadores se comían proporcionalmente más a las hembras que a los machos) o la susceptibilidad a la inanición, pero estas explicaciones fueron refutadas experimentalmente: los depredadores invertebrados preferían a los machos a las hembras, y los machos hambrientos morían de media 40 días antes que las hembras hambrientas. La proporción de sexos en la "emergencia" (la transición de deutoninfos (juveniles) a tritoninfos (estadio de reposo preadulto) estaba sesgada hacia las hembras, por lo que la discordancia tampoco podía explicarse por ningún sesgo en la emergencia.
Proctor identificó tres posibles explicaciones para las diferentes proporciones de sexos:
1. Diferentes preferencias de profundidad entre los sexos combinadas con el muestreo únicamente de regiones poco profundas; esto podría verse potenciado por el hecho de que los ácaros hembra se preparan para la hibernación enterrándose en el sustrato.
2. Barrer la red durante la recogida puede sesgar la proporción de sexos muestreados, si se da el caso de que, al ser molestadas, las hembras son más propensas a aferrarse fuertemente a las plantas acuáticas, mientras que los machos son más propensos a nadar.
3. Si la determinación del sexo es ambiental, entonces la variación de luz y/o temperatura entre el campo y el laboratorio podría producir la discordancia observada

Sin embargo, Proctor señaló que sólo se han observado ácaros hidriofántidos (una subfamilia de ácaros de la superfamilia Stygothrombioidea (suborden Prostigmata)) que se entierran en el sustrato para prepararse para la hibernación, que los experimentos de laboratorio no encontraron pruebas de respuestas a las perturbaciones basadas en el sexo y que la determinación ambiental del sexo aún no se ha observado en los arácnidos.